# Greenacres, Kalifornien
Greenacres är en ort (CDP) i Kern County, i delstaten Kalifornien, USA. Enligt United States Census Bureau har orten en folkmängd på 5 566 invånare (2010) och en landarea på 5,2 km².